# Marek Sapara
Marek Sapara (Okres Košice-okolie, 31 juli 1982) is een Slowaaks betaald voetballer die bij voorkeur op het middenveld speelt. Hij werd in januari 2010 voor een niet bekendgemaakt bedrag van Rosenborg BK overgenomen door Ankaragücü. In oktober 2005 debuteerde hij als Slowaaks international, waarna hij meer dan twintig interlands speelde. In 2011 maakte hij een overstap naar de Turkse topclub Trabzonspor.

## Clubcarrière
Sapara tekende zijn eerste profcontract bij MFK Košice, in zijn geboortestreek. Hij speelde er twee seizoenen, in 2001/02 als basiskracht. In de daaropvolgende zomer maakte hij een binnenlandse transfer naar MFK Ružomberok. Sapara drong opnieuw in zijn tweede jaar bij de club door tot de basis en wekte de interesse van Rosenborg BK. De Noorse club werd daarop in 2006 zijn eerste buitenlandse werkgever. Sapara vierde met Rosenborg in zowel 2006 als 2009 het landskampioenschap en debuteerde hiermee in het seizoen 2007/08 in de UEFA Champions League. Toen Ankaragücü in januari 2010 aanklopte, liep Sapara's contract bij Rosenborg nog één jaar door. De club had er weinig geloof in dat hij zou bijtekenen en wilde hem niet een jaar later voor niets zien vertrekken. Daarom accepteerden de Noren het bod van de Turken en werd Ankaragücü zijn vierde profclub.

## Interlandcarrière
De 1,76 meter lange Sapara maakte zijn debuut voor het Slowaaks voetbalelftal op zaterdag 8 oktober 2005 in de WK-kwalificatiewedstrijd tegen Estland. Hij trad in die wedstrijd na tachtig minuten aan als vervanger van Ivan Hodúr. Sindsdien speelde Sapara meer dan dertig interlands. Hij kwalificeerde zich daarin onder meer voor het WK 2010. Bondscoach Vladimír Weiss nam Sapara ook mee naar het hoofdtoernooi, als reservespeler. Daar viel hij in de 87ste minuut van de met 2-1 verloren achtste finale tegen Nederland voor het eerst in, voor Marek Hamšík.
| Interlanddoelpunten | Interlanddoelpunten | Interlanddoelpunten       | Interlanddoelpunten | Interlanddoelpunten | Interlanddoelpunten | Interlanddoelpunten | Interlanddoelpunten |
| №                   | Datum               | Wedstrijd                 | Goal(s)             | Score               | Uitslag             | Competitie          |                     |
| ------------------- | ------------------- | ------------------------- | ------------------- | ------------------- | ------------------- | ------------------- | ------------------- |
| 1                   | 15 november 2006    | Slowakije – Bulgarije     | 53'                 | 2 – 0               | 3 – 1               | Oefeninterland      |                     |
| 2                   | 13 oktober 2007     | Slowakije – San Marino    | 37'                 | 3 – 0               | 7 – 0               | EK-kwalificatie     |                     |
| 3                   | 7 september 2012    | Litouwen – Slowakije      | 41'                 | 1 – 1               | 1 – 1               | WK-kwalificatie     |                     |
| 4                   | 11 september 2012   | Slowakije – Liechtenstein | 36'                 | 1 – 0               | 2 – 0               | WK-kwalificatie     |                     |
| 5                   | 12 oktober 2012     | Slowakije – Letland       | 10'                 | 2 – 0               | 2 – 1               | WK-kwalificatie     |                     |

## Cluboverzicht
| Seizoen  | Club            | Competitie  | Duels | Goals |
| -------- | --------------- | ----------- | ----- | ----- |
| 2001-'02 | MFK Košice      | Corgoň Liga | 13    | 0     |
| 2002-'03 | MFK Košice      | Corgoň Liga | 35    | 3     |
| 2003-'04 | MFK Ružomberok  | Corgoň Liga | 12    | 1     |
| 2004-'05 | MFK Ružomberok  | Corgoň Liga | 27    | 2     |
| 2005-'06 | MFK Ružomberok  | Corgoň Liga | 35    | 6     |
| 2006     | Rosenborg BK    | Tippeligaen | 8     | 3     |
| 2006-'07 | MFK Ružomberok  | Corgoň Liga | 5     | 0     |
| 2007     | Rosenborg BK    | Tippeligaen | 26    | 7     |
| 2008     | Rosenborg BK    | Tippeligaen | 22    | 4     |
| 2009     | Rosenborg BK    | Tippeligaen | 21    | 5     |
| 2009-'10 | Ankaragücü      | Süper Lig   | 13    | 1     |
| 2010-'11 | Ankaragücü      | Süper Lig   | 24    | 3     |
| 2011-'12 | Trabzonspor     | Süper Lig   | 5     | 0     |
| 2011-'12 | → Gaziantepspor | Süper Lig   | 19    | 5     |
| 2012-'13 | Trabzonspor     | Süper Lig   | 0     | 0     |

## Erelijst
MFK Ružomberok
- Slowaaks landskampioen

2006
- Slowaakse beker

2006
 Rosenborg BK
- Noors landskampioen

2006, 2009